# Эммеринг (Фюрстенфельдбрукк)
Эммеринг (нем. Emmering) — община в Германии, районный центр, расположен в земле Бавария.
Подчиняется административному округу Верхняя Бавария. Входит в состав района Фюрстенфельдбрукк. Население составляет 6318 человек (на 31 декабря 2010 года). Занимает площадь 10,94 км².
Коммуна подразделяется на 4 сельских округа.